# Stanisław Krawczyński (dyrygent)
Stanisław Krawczyński (ur. 20 września 1955 w m. Pierspiektiwnyj w Kraju Krasnojarskim) – polski dyrygent, profesor sztuk muzycznych, rektor Akademii Muzycznej w Krakowie (2004–2012 oraz 2016–2020).

## Życiorys
Stanisław Krawczyński urodził się w 1955 w osadzie Pierspiektiwnyj (sam określił ją jako Perspektywny) w Kraju Krasnojarskim, wyludnionej na początku kolejnej dekady. Jego ojciec był żołnierzem Armii Krajowej. Oboje rodzice zostali wywiezieni na Syberię, gdzie się poznali. W grudniu 1955 rodzina osiedliła się w Krakowie, gdzie w 1946 po wysiedleniu ze Lwowa zamieszkał Wiesław Krawczyński, dziadek Stanisława Krawczyńskiego ze strony ojca.
Ukończył z wyróżnieniem studia na krakowskiej Akademii Muzycznej. 18 kwietnia 2001 otrzymał tytuł profesora sztuk muzycznych. Pełnił funkcję kierownika Chórów Polskiego Radia i TV w Krakowie oraz Chóru Filharmonii Krakowskiej. Występował m.in. w Teatro alla Scala w Mediolanie, Teatro Regio w Turynie, Accademia di Santa Cecillia w Rzymie, sali koncertowej UNESCO w Paryżu, Beethovensaal w Stuttgarcie, Brucknerhaus w Linzu. W 1986 został dyrygentem Capelli Cracoviensis.
Dokonał prawykonań utworów licznych kompozytorów, m.in. Zbigniewa Bujarskiego, Henryka Mikołaja Góreckiego, Marka Stachowskiego i Henryka Jana Botora.
Jako nauczyciel akademicki związany z macierzystą uczelnią, na której doszedł do stanowiska profesora zwyczajnego w Instytucie Dyrygentury Chóralnej, Edukacji Muzycznej i Rytmiki. W 1995 został kierownikiem Zakładu Chóralistyki, a następnie kierownikiem Katedry Chóralistyki. W 1999 objął stanowisko dziekana Wydziału Edukacji Muzycznej. W 2004 po śmierci Marka Stachowskiego został rektorem Akademii Muzycznej w Krakowie, funkcję tę pełnił do 2012. W 2016 ponownie wybrany na stanowisko rektora tej uczelni. Od 2012 do 2016 przewodniczył Sekcji Sztuki Centralnej Komisji do Spraw Stopni i Tytułów.

## Odznaczenia i wyróżnienia
- Krzyż Oficerski Order Odrodzenia Polski (2023)[6][7]
- Krzyż Kawalerski Order Odrodzenia Polski (2017)[8][9]
- Złoty Krzyż Zasługi (2005)[10][11]
- Złoty Medal „Zasłużony Kulturze Gloria Artis” (2020)[12]
- Srebrny Medal „Zasłużony Kulturze Gloria Artis” (2005)[12]
- Odznaka „Honoris Gratia”[11]
- Order Uśmiechu[13]
- Nagroda Excellence in Teaching[11]
- Nagroda im. Jerzego Kurczewskiego – za działalność na rzecz chóralistyki (2010)[11]